# Pione Sisto
Pione Sisto Ifolo Emirmija (* 4. Februar 1995 in Kampala, Uganda) ist ein südsudanesisch-dänischer Fußballspieler. Er steht ab August 2024 bei Aris Thessaloniki unter Vertrag.

## Karriere

### Vereinskarriere
Sisto kam im Alter von zwei Monaten nach Dänemark. Seit Dezember 2014 besitzt er die dänische Staatsbürgerschaft. Er begann mit dem Fußballspielen in der Jugend des Tjørring IF.
Später wechselte er in die Jugend des FC Midtjylland. Im Laufe der Saison 2012/13 wurde er von der U-19 in die Profimannschaft in der Superliga übernommen. Dort absolvierte er sein Debüt in der Liga bei der 1:3-Heimniederlage gegen Silkeborg IF, bei der er in der 77. Spielminute eingewechselt wurde. Im Sommer 2014 unterschrieb Sisto eine Vertragsverlängerung bis zum Sommer 2018. Im Dezember 2014 wurde er vom dänischen Fußballverband zum „Spieler des Jahres 2014“ gewählt. Am Ende der Spielzeit 2014/15 gewann er mit dem FC Midtjylland die dänische Meisterschaft.
Anfang August 2016 wechselte er zum spanischen Erstligisten Celta Vigo. Anfang September 2020, vor dem verspäteten Beginn der Saison 2020/21 infolge der COVID-19-Pandemie wechselte Sisto wieder zurück zum FC Midtjylland und unterschrieb dort einen Vertrag über vier Jahre.

### Nationalmannschaft
Am 17. Juni 2015 gab er sein Debüt für die dänische U-21-Nationalmannschaft beim 2:1-Sieg im Eröffnungsspiel der U-21-Fußball-Europameisterschaft 2015 in der Eden Aréna in Prag gegen den EM-Gastgeber Tschechien. Dabei wurde er in der 57. Minute für Viktor Fischer eingewechselt und erzielte in der 84. Minute den 2:1-Siegtreffer. Er schied mit der Mannschaft im Halbfinale aus dem Turnier aus, qualifizierte sich aber für die Olympischen Sommerspiele 2016.
Am 11. Oktober 2015 spielte Sisto erstmals in der dänischen A-Nationalmannschaft, als er bei der 1:2-Niederlage im Testspiel im Parken in Kopenhagen gegen Frankreich in der 69. Minute für Martin Braithwaite eingewechselt wurde.

## Titel und Erfolge
FC Midtjylland
- Dänischer Meister: 2015
- Dänischer Pokalsieger: 2022

Persönliche Erfolge
- Spieler des Jahres der dänischen Superliga 2013/14